# Endelave
Endelave es una isla de Dinamarca, ubicada en el estrecho de Kattegat y perteneciente al municipio de Horsens.
La isla ocupa una superficie de 13,08 km² y alberga una población de 167 habitantes en 2016.
Se sitúa unos 15 km al norte de Fionia, unos 15 km al oeste de Samsø y unos 15 km al este de Juelsminde.